# Tim Grohmann
Tim Grohmann (* 27. Dezember 1988 in Dresden) ist ein ehemaliger deutscher Ruderer. 2012 war er Olympiasieger im Doppelvierer.

## Karriere
Grohmann begann 2001 mit dem Rudern. Bei den Junioren-Weltmeisterschaften 2005 belegte Grohmann mit dem Doppelvierer den zweiten Platz, bei den Junioren-Weltmeisterschaften 2006 wurde er Juniorenweltmeister, beide Male saß bereits Karl Schulze mit im Boot. 2007 traten Grohmann und Schulze im Doppelzweier an und gewannen die Silbermedaille bei den U23-Weltmeisterschaften. Nach einem dritten Platz bei den U23-Weltmeisterschaften 2008 und dem achten Platz bei den Ruder-Europameisterschaften 2008 in der Erwachsenenklasse kehrte Grohmann 2009 in den Doppelvierer zurück. Im Weltcup gewann der deutsche Doppelvierer in der Besetzung Tim Grohmann, Karsten Brodowski, Marcel Hacker und Tim Bartels die Rotsee-Regatta von Luzern, bei den Ruder-Weltmeisterschaften 2009 in Posen erkämpfte der Doppelvierer in der gleichen Besetzung die Bronzemedaille hinter den Booten aus Polen und Australien.
2010 trat der deutsche Doppelvierer in neuer Besetzung mit Stephan Krüger, Tim Grohmann, Lauritz Schoof und Mathias Rocher an und erreichte den zweiten Platz bei der Weltcupregatta in München und ebenfalls den zweiten Platz in Luzern mit Hans Gruhne für Krüger. Mit Gruhne am Schlag belegte der deutsche Doppelvierer den vierten Platz bei den Ruder-Europameisterschaften 2010 und den Ruder-Weltmeisterschaften 2010.
2011 siegte der deutsche Doppelvierer beim Weltcup-Auftakt in München mit Tim Grohmann, Philipp Wende, Karl Schulze und Lauritz Schoof, nachdem sie in dieser Besetzung auch den deutschen Meistertitel gewonnen hatten. In der Besetzung Schulze, Wende, Schoof und Grohmann belegte das Boot den zweiten Platz beim Weltcup in Hamburg und gewann in Luzern. In dieser Besetzung belegte der Doppelvierer auch den zweiten Platz bei den Weltmeisterschaften in Bled hinter dem australischen Boot. Bei den Olympischen Sommerspielen 2012 in London gewann er die Goldmedaille mit dem Doppelvierer.
Dafür erhielt er am 7. November 2012 das Silberne Lorbeerblatt.
Bei der Ruder-WM 2013 in Chungju fuhr er mit seinem Team auf den 2. Platz. Besiegt wurden sie von Kroatien, hinter ihnen folgte das Vereinigte Königreich.
Tim Grohmann ruderte für den Dresdner Ruder-Club 1902. 2018 beendete er seine Laufbahn.

## Erfolge
- 2011: Silbermedaille bei den Weltmeisterschaften in Bled im Doppelvierer.
- 2012: Goldmedaille bei den Olympischen Sommerspielen im Doppelvierer.
- 2013: Goldmedaille bei den Ruder-Europameisterschaften, Sevilla, im Doppelvierer.
- 2013: Silbermedaille bei den Ruder-Weltmeisterschaften 2013, Chungju, Südkorea im Doppelvierer.

## Privatleben
Grohmann wohnt mit seiner Lebensgefährtin, der ehemaligen Wasserspringerin Julia Feist, und ihrem gemeinsamen Sohn (* 2018) im Freitaler Stadtteil Pesterwitz. Er war Sportsoldat der Bundeswehr und studierte Sportwissenschaften in Leipzig. Nach Abschluss seiner aktiven Laufbahn ist er als Bundessstützpunkttrainer beim Landesruderverband Sachsen tätig.